# 井上良斎
3代目井上 良斎（いのうえ りょうさい、1888年9月4日 - 1971年2月6日）は、日本の陶工、日本芸術院会員。本名は井上良太郎。

## 来歴
東京浅草生まれ。隅田川に窯を築いた陶工良斎の業を嗣いで、旧制錦城中学校卒業の頃、1905年から作陶に従事する。板谷波山に師事。1914年に横浜へ移り、1928年、帝展初入選。1953年、第1回横浜文化賞受賞。1959年、「丸紋平皿」で日本芸術院賞を受賞。1966年、日展理事に任じられるとともに、日本芸術院会員となる。1967年、勲三等瑞宝章受賞。
温厚な人柄を反映したかのような、気品の高い風格ある作風が特徴である。